# David Rotem
David Rotem (hebrejsky דוד רותם) byl izraelský politik a poslanec Knesetu za stranu Jisra'el Bejtejnu (ze strany vystoupil v lednu 2015).

## Biografie
Narodil se 11. ledna 1949 v Izraeli. Získal vysokoškolské vzdělání právního směru na Hebrejské univerzitě. Studoval na ješivě Chorev v Jeruzalému. Žije ve městě Efrat na Západním břehu Jordánu, je ženatý, má pět dětí. Hovoří hebrejsky, anglicky a jidiš.

## Politická dráha
V letech 1970–1972 působil jako odborný asistent v oboru náboženského práva na Hebrejské univerzitě, v letech 1972–1977 pak byl asistentem na Bar-Ilanově univerzitě, na tamní právnické fakultě, později zde přednášel. Je členem organizace American-Jewish Committee, zasedal ve výboru nemocnice Ša'arej Cedek, vzdělávacího ústavu Jerusalem College of Technology a Patir Technological Hothouse.
Do Knesetu nastoupil po volbách roku 2006, ve kterých kandidoval za stranu Jisra'el Bejtejnu. Poslancem se ale stal až jako náhradník v lednu 2007. V letech 2007–2009 byl místopředsedou Knesetu. Zastával funkci člena výboru pro ústavu, právo a spravedlnost, výboru pro kontrolu státu a parlamentní vyšetřovací komise pro absorpci etiopských imigrantů do Izraele. Ve volbách roku 2009 byl znovu zvolen. Od roku 2009 působil jako předseda výboru pro ústavu, právo a spravedlnost, člen výboru House Committee, výboru pro jmenování soudců a výboru překladatelského. V lednu 2012 byl pokárán etickým výborem Knesetu za svůj výrok na adresu poslankyně levicového Merecu Zahavy Gal-On, o které řekl, že není ani zvířetem.
Mandát obhájil ve volbách roku 2013. V březnu 2014 v Knesetu prošel zákon Governance Law iniciovaný Rotemem, který zvýšil práh pro vstup politických stran do budoucího Knesetu na 3,25 %. V lednu 2015 Rotem oznámil, že kvůli korupčnímu skandálu ve straně Jisra'el Bejtejnu opouští tuto stranu.